# Аврикур (Мозел)
Аврикур (фр. Avricourt) насеље је и општина у североисточној Француској у региону Лорена, у департману Мозел која припада префектури Сарбур.
По подацима из 2011. године у општини је живело 708 становника, а густина насељености је износила 68,6 становника/km². Општина се простире на површини од 10,32 km². Налази се на средњој надморској висини од 142 метара (максималној 334 m, а минималној 240 m).

## Демографија
| 1962. | 1968. | 1975. | 1982. | 1990. | 1999. | 2011. |
| ----- | ----- | ----- | ----- | ----- | ----- | ----- |
| 791   | 877   | 811   | 725   | 669   | 647   | 708   |

График промене броја становника у току последњих година